# لری هریب
لری هریب (انگلیسی: Larry Hryb) مدیر برنامه‌نویسی اکس‌باکس نتورک است. وبلاگ او با نام «Xbox Live's Major Nelson» نگاهی به پروژه ها و عملیات‌های ایکس‌باکس می‌اندازد. هریب در رشته تلویزیون، رادیو و تولید فیلم از دانشگاه سیراکیوس فارغ التحصیل شده‌است و قبل از ورود به اکس‌باکس، برنامه نویس کلیر چنل کامینیکیشنز بود.